# دار الدفاع للصحافة والنشر (مصر)
دار الدفاع للصحافة والنشر دورها في مجال الإعلام المكتوب والطباعة من خلال تدبير مطالب واحتياجات الجهات المدنية من كافة المطبوعات، إلى جانب دورها في مجال الصحافة من خلال مطبوعات الدار الرئيسية التي تهدف إلى نشر الوعي العسكري والثقافي الهادف.

## إصداراتها
- مجلة النصر
- مجلة المجاهد[1]